# Брылкин, Михаил Васильевич
Михаил Васильевич Брылкин (14 января 1918—18 августа 2000) — советский актёр театра и кино, Заслуженный артист РСФСР (1974)

## Биография
Михаил Васильевич Брылкин родился 14 января 1918 года в селе Семион Ряжского уезда Рязанской губернии в крестьянской семье. В конце 1920-х годов мать взяла сына и уехала работать в посёлок Ивантеевский Пушкинского района (сейчас — город Ивантеевка). В 1937—1941 годах учился на актёрском факультете театрального училища имени Щепкина при Малом театре (курс В. Н. Пашенной). Ещё в училище он дебютировал в кино, сыграв молодого бойца Петро Тарана в картине «Первая конная» (1939), однако фильм так и не вышел в прокат и кинематографическая карьера актёра надолго прервалась. Окончание училища совпало с началом Великой Отечественной войны и будущий актёр ушёл добровольцем на фронт.
После демобилизации в 1946 году был принят в труппу театра Северного флота, находившегося в историческом районе Мурманска Роста. В 1951 году вместе с женой Анастасией Фёдоровной переехал в Рязань, где играл в Рязанском ТЮЗе. Через 3 года перешёл в Рязанский областной драматический театр, в котором проработал 25 лет до ухода на пенсию в 1978 году и был одним из ведущих артистов.
В кино стал особенно активно сниматься с начала 1980-х уже после ухода на пенсию. Играл характерные роли: председателя колхоза Ивана Петровича («Полёт с космонавтом»), Авдея («Полынь — трава горькая»), Егора Александровича Чистова («И жизнь, и слёзы, и любовь»). Позднее артист воплотил на экране целый ряд стариков, деревенских жителей, инвалидов войны, среди которых Пётр Прохудов («По коням»), Евграф («Матвеева радость»), «Женьшень» («Затянувшийся экзамен»), Богданов («Железный дождь»), дед («Сад желаний»).
Умер 18 августа 2000 года, похоронен вместе с родителями в родном селе Семион.

## Награды
- Заслуженный артист РСФСР (1974).

## Фильмография
1. 1941 — Первая конная — Петро Таран
2. 1972 — Зимородок — Сокольчик, капитан милиции
3. 1978 — Плата за истину — эпизод
4. 1980 — Полёт с космонавтом — Иван Петрович Брылкин, председатель колхоза
5. 1981 — Любовь моя вечная — дядя Андрей
6. 1982 — Полынь — трава горькая — Авдей
7. 1983 — И жизнь, и слёзы, и любовь — Егор Александрович Чистов
8. 1984 — Иван Павлов. Поиски истины (3-я серия) — столяр, разговорчивый старик в трактире
9. 1984 — По коням — Пётр Дементьевич Прохудов
10. 1984 — Счастливая, Женька! — дед Семён
11. 1984 — Через все годы — Мефодий
12. 1985 — Матвеева радость — Евграф
13. 1986 — В распутицу — Никита Филатович
14. 1986 — Затянувшийся экзамен — «Женьшень»
15. 1987 — Апелляция — старый рабочий
16. 1987 — Железный дождь — Богданов
17. 1987 — Сад желаний — дед
18. 1988 — Хлеб — имя существительное — эпизод
19. 1990 — Николай Вавилов — могильщик
20. 1991 — Пока гром не грянет — древний дед